# United 93 (film)
United 93 je ameriški dramski film iz leta 2006, ki ga je režiral Paul Greengrass in temelji na terorističnih napadih 11. septembra 2001. Film pripoveduje o ugrabitvi ameriškega potniškega letala na letu 93 družbe United Airlines, ki so ga teroristi Al Kaide nameravali zapeljati v poslopje ameriškega Kongresa (United States Capitol), vendar jim načrtov ni uspelo uresničiti zaradi posredovanja potnikov, ki so bili odločeni, da letalo dobijo nazaj pod nadzor, zato so ugrabitelji z letalom strmoglavili na polje v Peensylvaniji. 
Film je bil prvič predvajan 28. aprila 2006 na filmskem festivalu Tribeca v New Yorku, kjer se je premiere udeležilo tudi veliko družinskih članov žrtev z leta 93. Film je prejel dve nominaciji za oskarjevo nagrado, vključno z najboljšim oskarjem za režiserja Greengrass.
Film je posnet po resnični zgodbi. 

## Vsebina
Zjutraj 11. septembra 2001 se potniki vkrcajo na letalo za let 93 United Airlines proti San Franciscu na mednarodnem letališču Newark. Med potniki se vkrcajo Tom Burnett, Mark Bingham, Todd Beamer, Jeremy Glick, Richard Guadagno, Louis J. Nacke II, William Joseph Cashman in Patrick Joseph Driscoll. Štirje teroristi Al Kaide, Ziad Jarrah, Saeed al-Ghamdi, Ahmed al-Nami in Ahmed al- Haznawi, se prav tako vkrcajo na letalo.
Medtem se novoimenovani vodja operativnih operacij FAA Ben Sliney dobi na sestanku, ko poročajo, da so let 11 American Airlines iz Bostona v Los Angeles ugrabili, potem ko je ugrabitelj Mohamed Atta po radiu rekel: "Imamo nekaj letal".  Kmalu zatem letalo trči v severni stolp WTC-ja. Sliney in njegovo osebje izvedo, da je bil ugrabljen tudi let 175 United Airlines prav tako iz Bostona v Los Angeles, in po tem, ko newyorški kontrolorji zračnega prometa poskušaljo vzpostaviti stik z letalom, ga vidijo v živo na TV, kako trči v južni stolp WTC-ja. Sliney in njegovo osebje se zavedajo, da se Amerika spopada z več ugrabljenimi letali zato naroči vojski, da sledijo in kontrolirajo vsa letala, tudi let 77 American Airlines, ki so ga pravkar ugrabili in je pogrešan. 
Medtem na letu 93 Jarrah razmišlja o začetku ugrabitve. Ostali trije ugrabitelji so nestrpni in se pripravijo na napad. Al-Haznawi med zajtrkom zbere lažno bombo iz gline in plastike, nato pa al-Ghamdi naredi prvo potezo tako, da zgrabi stevardeso Debbie Welsh in ji grozi z nožem. Potnika Mark Rothenberg smrtno ranijo in "bombo" razkrijejo, kar spravi potnike v paniko: al-Nami in al-Haznawi prisilita potnike prvega razreda naj stečejo na zadnji del letala. Medtem Jarrah in al Ghamdi grozita stevardesi in se prebijeta v pilotsko kabino. Pilota pošljeta klic v sili po radiju, a jih Jarrah in al-Ghamdi ubijeta in izvlečeta iz pilotske kabine. Tudi stevardeso ubijejo. Jarrah prevzame nadzor nad letalom in spremeni smer proti sedežu ameriškega Kongresa. 
Medtem je Sinley, ki še vedno razmišlja glede na nastalo situacijo, močno šokiran, ko izve, da je American 77 trčil v Pentagon, zato ukaže zapreti meje in ameriški zračni prostor do nadaljnega z ukazom, naj vsa letala pristanejo na letališčih. 
Kmalu na letalu United 93 potniki opazijo trupla članov posadke in po telefonu govorijo z družinskimi člani, ki jim povejo za napad na WTC in Pentagon; odločijo se za ukrepanje in organizirajo upor proti ugrabiteljem. Veseli so, ko ugotovijo da je na letalu upokojen potnik Don Greene edini pilot, potnik Andrew Garcia pa nekdanji nadzornik zračnega prometa.
Potem, ko se potniki pripravijo, molijo in opravijo končne telefonske klice, Todd Beamer pa zavpije: "Let's roll"  Skupina začne svoj protinapad, teče po poti in pretepe Ahmeda al- Haznawi;  Mark Bingham ubije al-Haznavija z gasilnim aparatom. Ko Louis Nacke zgrabi "bombo", ugotovi, da je lažna, skupina pa se odpravi v pilotsko kabino. al-Nami to opazi in obvesti Jarraha in al-Ghamdija v pilotski kabini, ki se trudita priti do tarče. Jarrah silovito zavija z letalom, da potniki izgubijo ravnotežje, medtem ko jih al-Nami poskuša ustaviti z vozičkom za hrano, sprejem in gasilnim aparatom, a Jeremy Glick ga zgrabi in al-Namija ubije. Nato se Al-Ghamdi in Jarrah, odločita, da bosta letalo strmoglavila, zavedajoč se, da njihov načrt, kako doseči zastavljeni cilj, ne bo uspel. Potniki nato z vozičkom za hrano polomijo vrata pilotske kabine in al-Ghamdi naroči Jarrahu, da strmoglavi letalo.  Potniki vstopijo v pilotsko kabino in napadajo dva ugrabitelja.  Medtem ko se potniki in ugrabitelja borijo za nadzor nad letalom, se letalo silovito obrne na glavo in s polno hitrostjo drvi proti tlom ter strmoglavi na veliko polje v bližini mesta Shanksville v Peensilvaniji, zaradi česar umrejo vsi potniki na krovu, vendar je teroristom preprečeno dosešti zaželeni cilj. 

## Vloge
- Christian Clemenson - Tom Burnett
- Cheyenne Jackson - Mark Binghman
- David Alan Basche - Tood Beamer
- Peter Hermann - Jeremmy Glick
- Daniel Sauli - Richard Guadagno
- Trish Gates - Sandra Bradshaw
- Corey Johnson - Louis J. Nacke, II
- Richar Bekins - William Joseph Cashman
- Michael J. Reynolds - Patrick Joseph Driscoll
- Khalid Abdalla - Ziad Jarrah
- Lewis Alsmari - Saeed al-Ghamdi
- Jamie Harding - Ahmed al-Nami
- Omar Berdouni - Ahmed al-Haznawi
- J. J. Johnson - Kapitan Jason Dahl
- Gary Commock - Prvi častnik LeRoy Homer Jr.
- Ben Sliney